# Garibaldo di Torino
Garibaldo o Garipalto (... – Torino, 662) è stato un duca longobardo, duca di Torino fino al 662.

## Biografia
Paolo Diacono non fornisce indicazioni precise sul momento della sua nomina a duca di Torino, ma lo ricorda quale ambasciatore invitato da re Godeperto nel 661 presso il duca di Benevento, Grimoaldo, al quale avrebbe dovuto chiedere aiuto affinché aiutasse il sovrano a scalzare il fratello Pertarito con il quale, secondo il testamento del padre Ariperto I, divideva il Regno longobardo. Garibaldo, però, tradì Godeperto, esortando Grimoaldo a scalzare i due fratelli e a insediarsi sul trono al loro posto. Quando Grimoaldo risiedette nel palazzo di Pavia assieme al re, egli avviò losche trame allo scopo di far ascendere al trono il duca di Benevento.
Al suo rientro a Torino, Garibaldo cadde vittima di un servo di Godeperto animato da propositi di vendetta, che lo aggredì nella chiesa di San Giovanni Battista il giorno di Pasqua: sguainata la spada mentre il duca stava raggiungendo il fonte battesimale, lo decapitò con un sol colpo, prima di essere a sua volta trucidato dal seguito di Garibaldo.